# Pristiophorus cirratus
O Pristiophorus cirratus é uma espécie de tubarão, pertencente a família Pristiophoridae. Ele vive no Oceano Índico oriental, ao redor da Austrália, na plataforma continental em profundidades entre 40 e 310 m.